# Мудехари

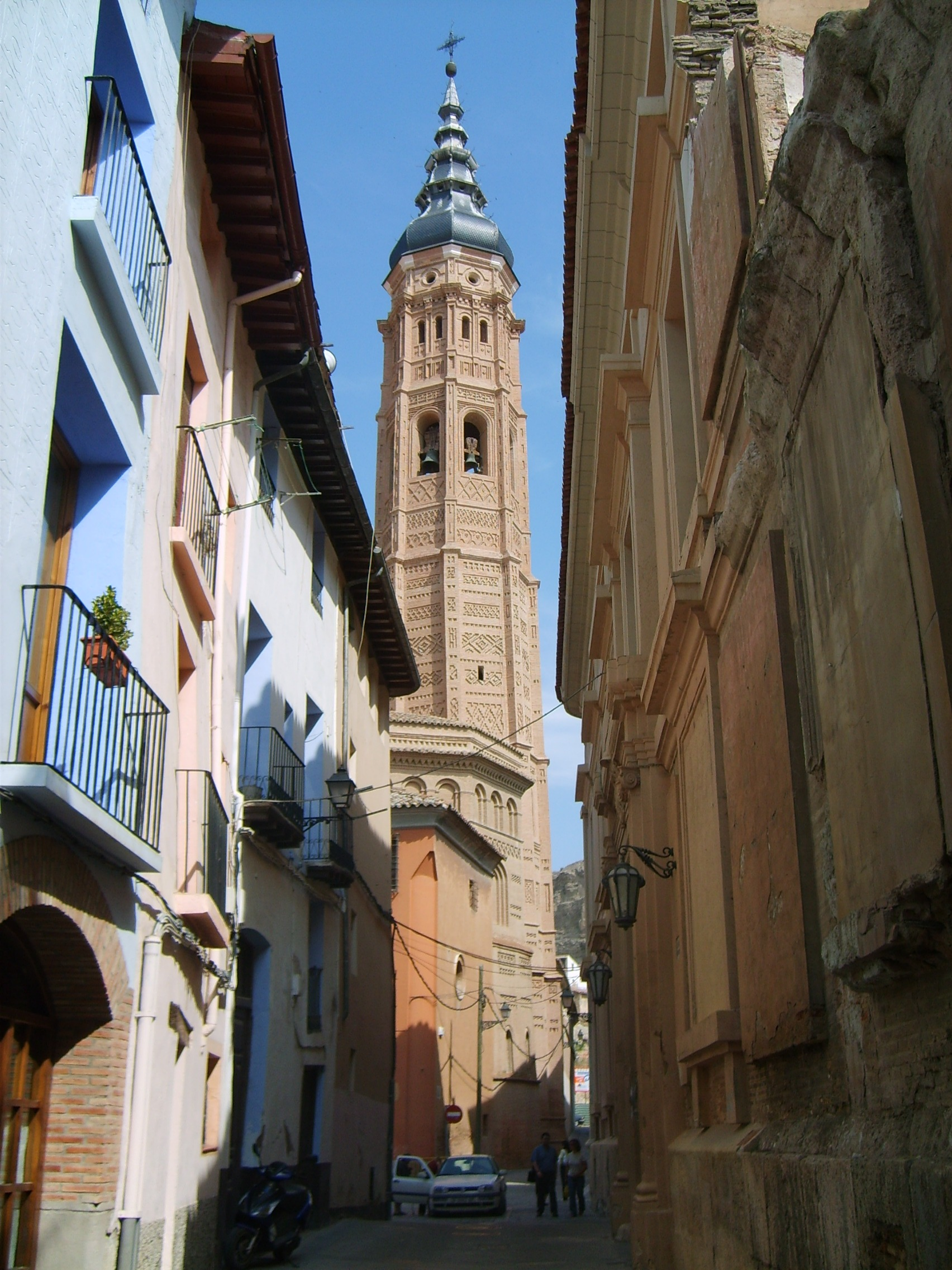
Дзвіниця церкви Св. Марії в Калатаюді

Муде́хари (ісп. mudéjar, з араб. مدجّن [mudaǧǧan] — приручений, свійський) — мусульманське населення, що залишилося на теренах Піренейського півострова після відвоювання їх іспанськими королівствами в часи Реконкісти. Включення цих територій до складу християнських королівств покликало до життя новий феномен — утворення в містах мусульманських громад з відносно автономним способом життя у християнському оточенні. Зберігалися також і села, в яких мешкали мусульмани, що займалися сільськогосподарською працею.

## Історія мудехарів
Спочатку мудехарам дозволялося зберігати свої земельні ділянки, закони і звичаї, сповідувати іслам. Але в деяких місцевостях, на порушення угод, вони зазнавали утисків (зокрема, мудехарів змушували носити особливий одяг, який вирізняв їх з-поміж іншого населення). Після падіння 1492 року емірату Гранади мудехарів почали силоміць навертати у християнство. Мудехари, що приняли християнство, відомі як мориски.
Важливим джерелом з історії мудехарів є «Книга Суни і Шари маврів», створена, як вважають фахівці, приблизно в XV ст. на території Валенсії. Це кодифікований збірник юридичних норм ісламського права, покликаний регламентувати життя мусульманської громади на території християнської держави. Особливу значущість «Книзі Суни і Шари маврів» надає той факт, що вона була створена після Реконкісти і відображує життя мудехарів як соціуму, що вже склався. Це джерело нещодавно було знайдене в архіві графів Оргас і опубліковане в Кордові.

## Стиль«мудехар»у мистецтві
В XII — XVI ст. утворився своєрідний синтетичний стиль в архітектурі, живописі і декоративно-ужитковому мистецтві Іспанії та Португалії, в якому тісно переплелися елементи мавританського, єврейського, готичного і (згодом) ренесансного мистецтва. Авторами творів стилю «мудехар» були як мусульманські, так і християнські, єврейські майстри. Мистецтво мудехарів — явище неоднорідне й не завжди безумовної художньої якості; дослідники відзначають певну вторинність, що притаманна навіть деяким найкращим його зразкам
У стилі «мудехар» було збережено головні конструктивні елементи мавританської архітектури: підковоподібна (інколи із стрілчастим завершенням) арка, склепінчасті перекриття, що утворюють у плані восьмикінечну зірку, набірні дерев'яні стелі, гіпсовий орнамент і кольорові кахлі на стінах. Основою жвавої та вільної просторової композиції будівель було внутрішнє подвір'я, навколо якого групувалася решта приміщень. Споруди вирізнялися простим, раціональним і відповідним до кліматичних умов плануванням; у стилі «мудехар» охоче будували житлові будівлі — приваблювали також недорогі матеріали (цегла, дерево, гіпс) і дешеві робочі руки народних майстрів. Стиль набув особливого поширення в Кастилії, Арагоні, Андалусії і в містах Толедо, Сарагоса, Кордова, Севілья та ін.
В межах стилю розрізняють два напрями. Той, що отримав назву «народного мудехара», розвивався спонтанно у відвойованих іспанцями місцевостях, де традиції мавританського мистецтва були досить природно пристосовані до релігії та побутової культури християн. Споруди «народного мудехара» охоплювали сфери церковної і міської житлової архітектури; їх зводили, як правило, з цегли, і для них були характерні стабільні форми споруд і мотивів декору. При чепурному зовнішньому вигляді будівлі були невеликими і скромними. Стиль «народного мудехара» характерний для севільських храмів: Всіх Святих, Санта Маріна, Санта Каталіна, Сан Хиль, Сан Андрес, Сан Естебан, Сан Ісидро, Сан Маркос (останній передусім відомий своєю баштою-мінаретом із подвійними вікнами). Храми будували з цегли, з пласкими дерев'яними стелями, на фасадах форми готичних порталів поєднувалися з підковоподібними арками, геометричним плетінням, глухими нішами. Риси мавританської будівельної традиції відчуваються в цих спорудах набагато виразніше, ніж вплив готичних форм.
«Придворний мудехар» формувався мірою зміцнення влади іспанців на відвойованих землях і розвивався до XVI ст. включно. В цьому напрямі відбивалося прагнення духовної і світської знаті Іспанії до розкоші і комфорту. Елементи вторинності стилю виявляли себе в придворних формах найвиразніше. До цього напряму належать фрагменти Альказару XIV ст. (на відміну від пізніших прибудов). У фасаді (1364) будівлі, відомої як палац короля Педро, можна знайти риси подібності до архітектури гранадської Альгамбри. Можливо, її будували мавританські майстри з Гранади, прислані правителем емірату Мухаммедом V на прохання кастильського монарха. У традиціях «придворного мудехара» були споруджені інші севільські палаци XIV ст: Лас Дуеньяс герцогів Альба і т. зв. Будинок Пілата герцогів Медінаселлі (завершений в сер. XVI ст. палац є яскравим прикладом поєднання мавританських і ренесансних форм). До головних пам'ятників стилю відносять також палац герцогів Інфантадо в Гвадалахарі (XV–XVII ст.).
З XIV ст. загальний процес злиття готичних і мавританських традицій набув більш цілісного та органічного характеру.

## Галерея

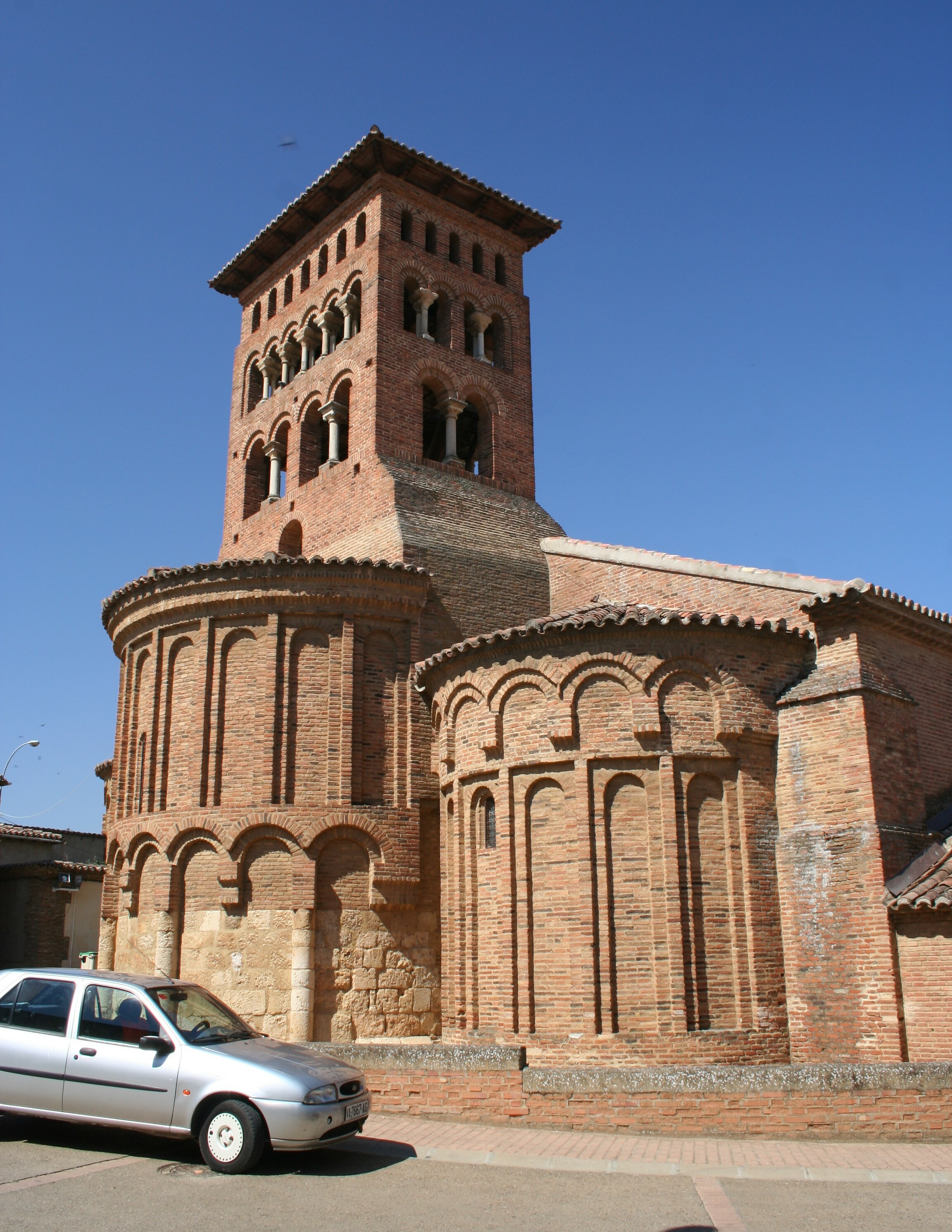
Церква Сан-Тірсо в Сахагуні.
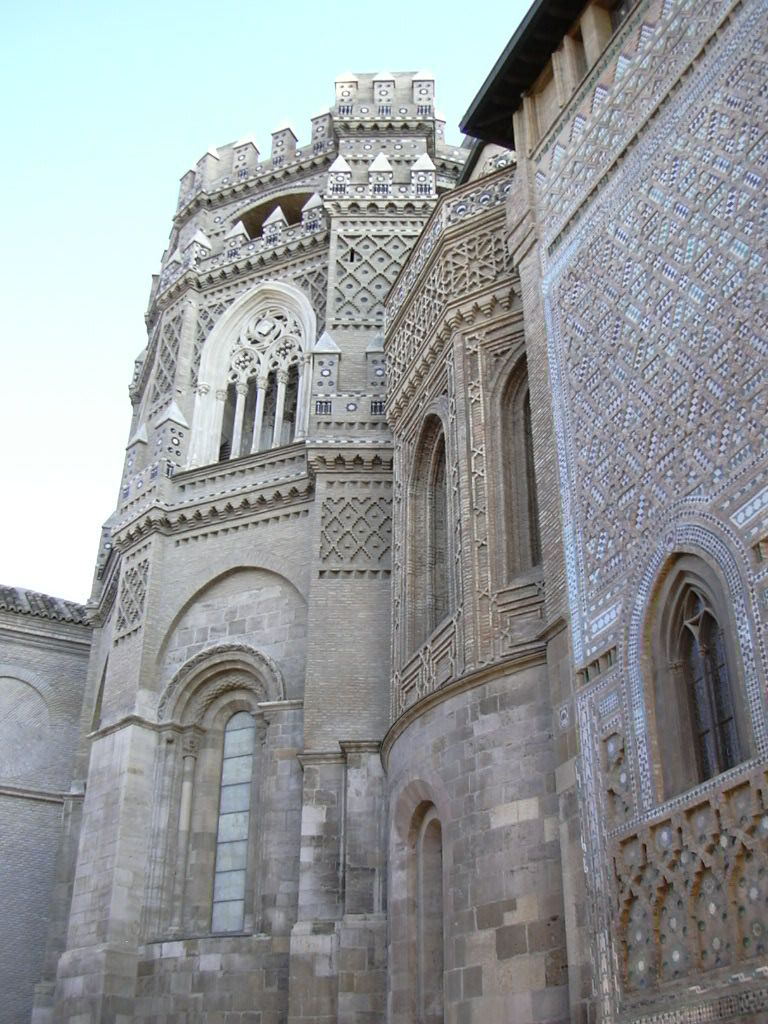
Мудахарська архітектура часто комбінується з іншими стилями, наприклад, з готичним: Ла-Сео, Зарагоза
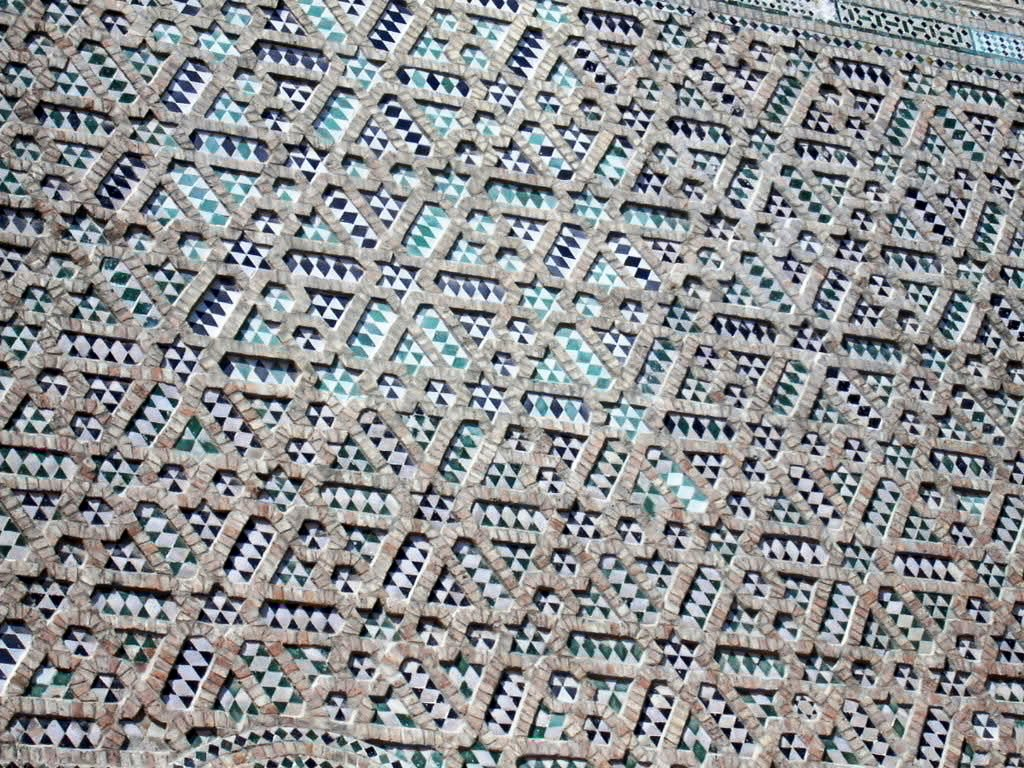
Ла-Сео - Стіна Parroquieta
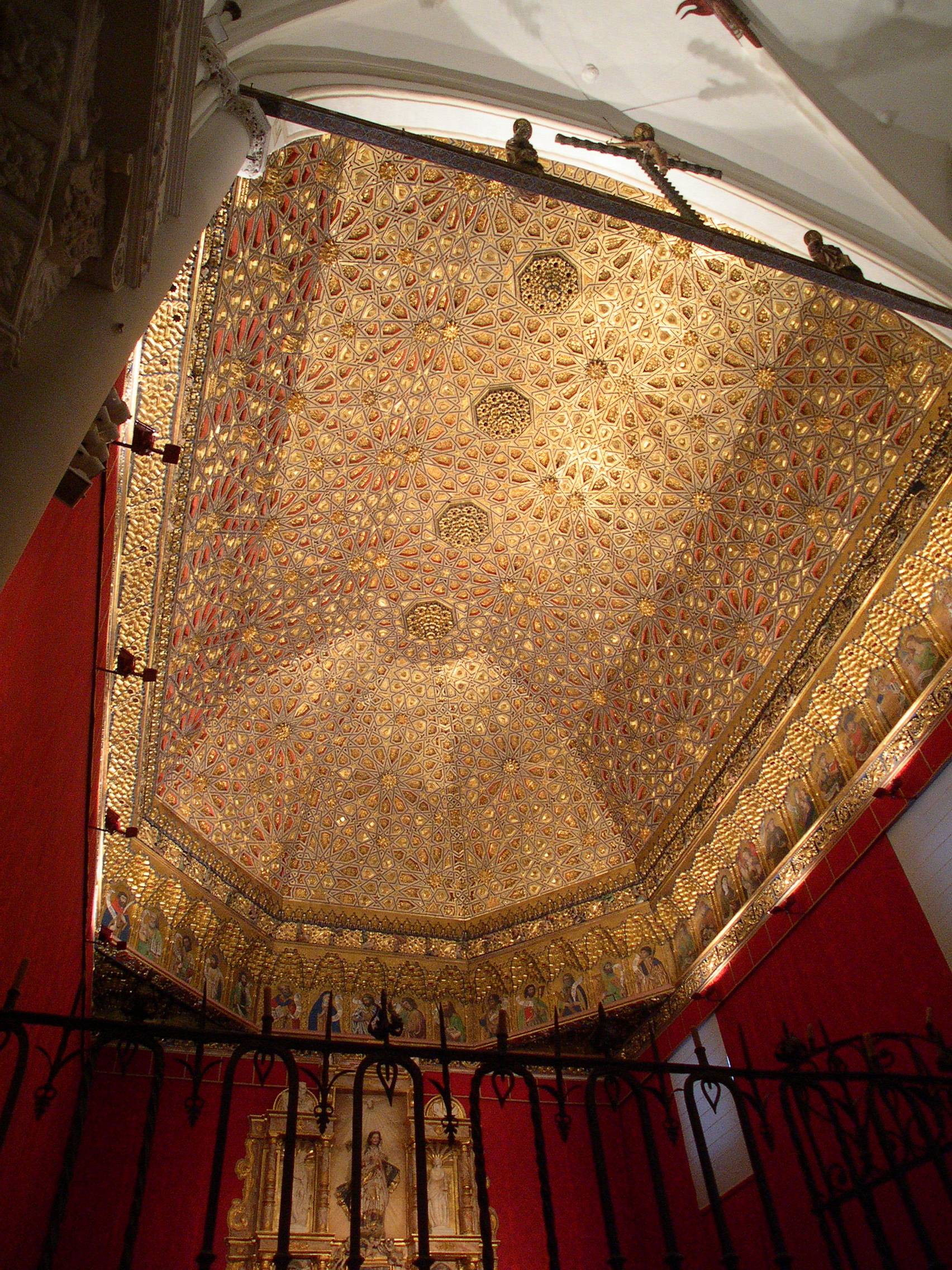
Монастир Санта-Клари в Tordesillas, characteristical artesonado ceiling
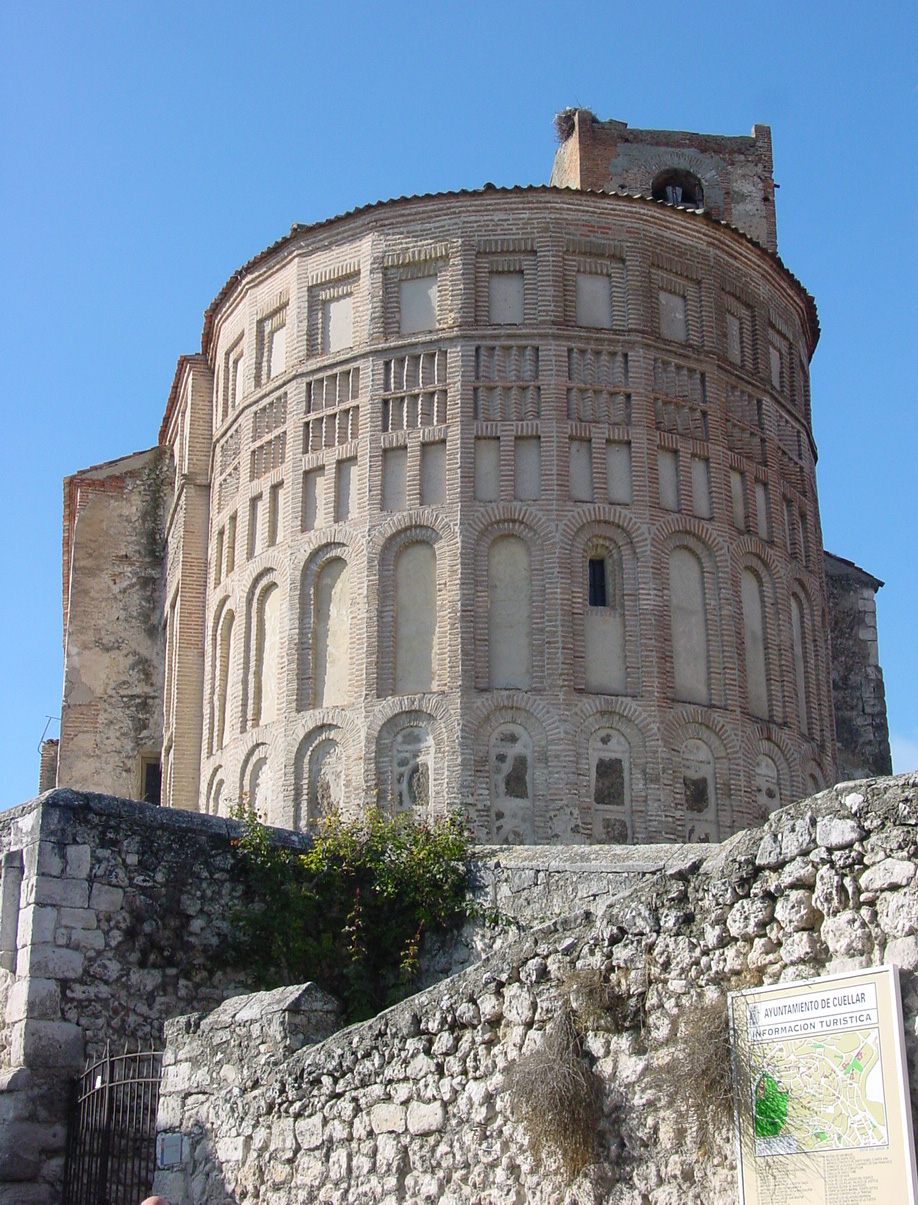
Mudejar of Segovia: San Esteban, in Cuéllar
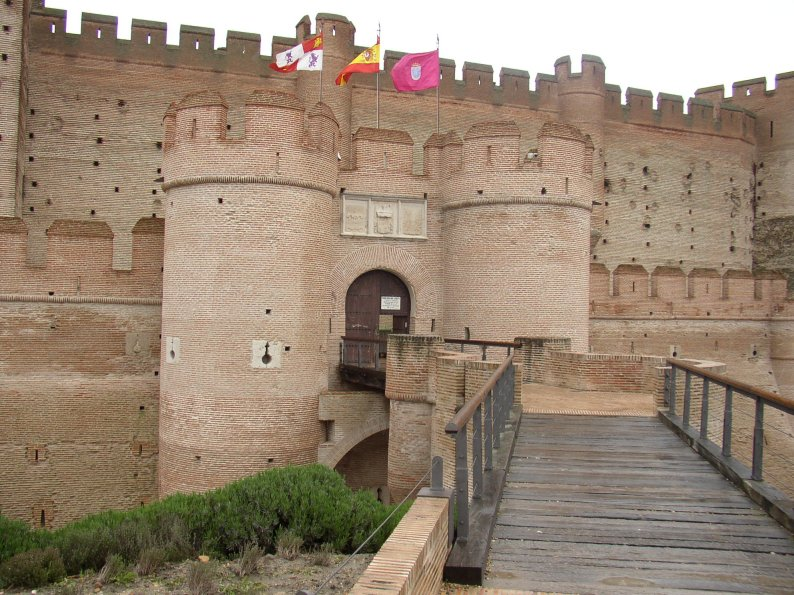
Мудехарський замок Ла-Мота в Медіні-дель-Кампо, Вальядолід
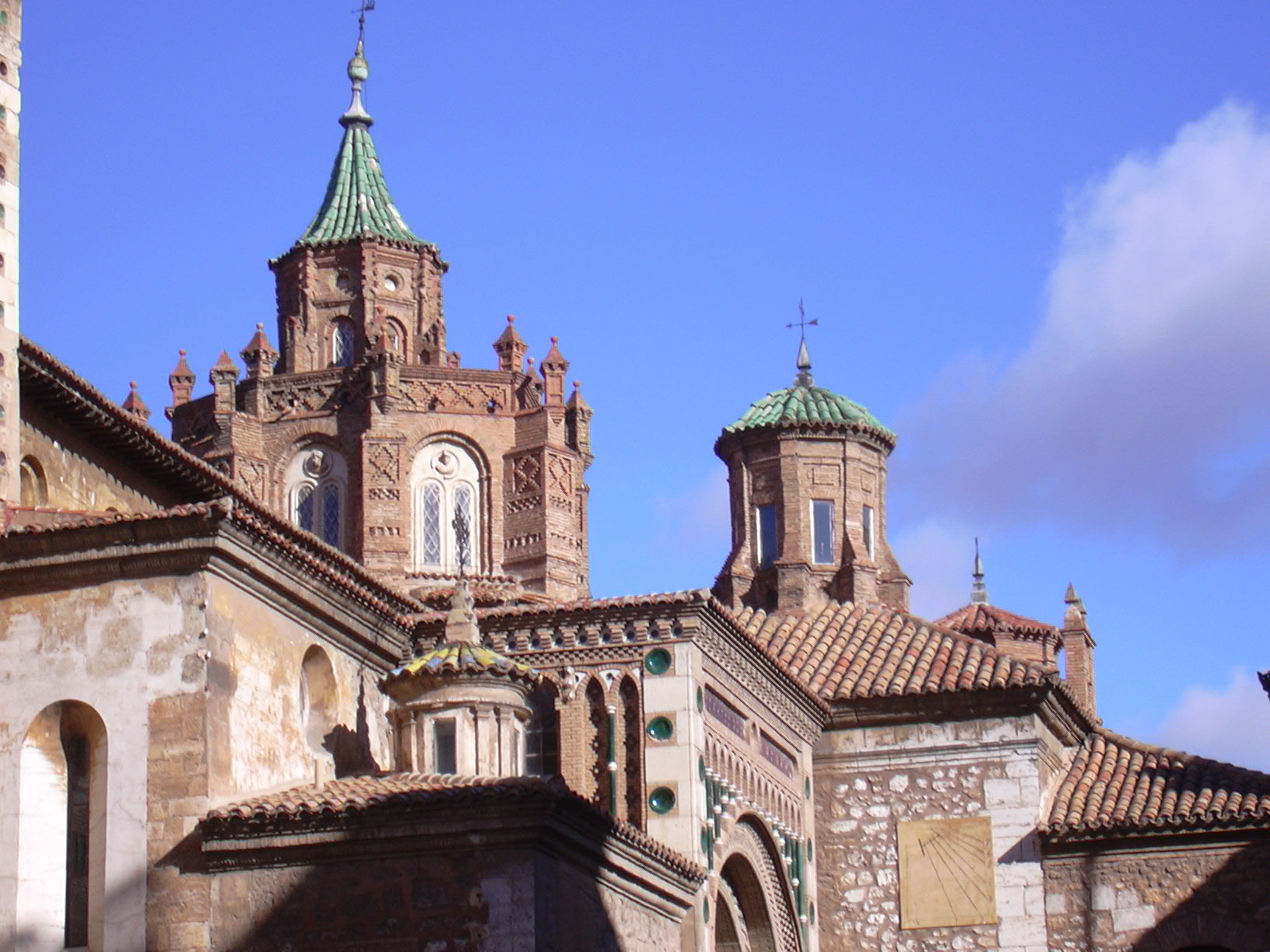
Cathedral of Teruel.
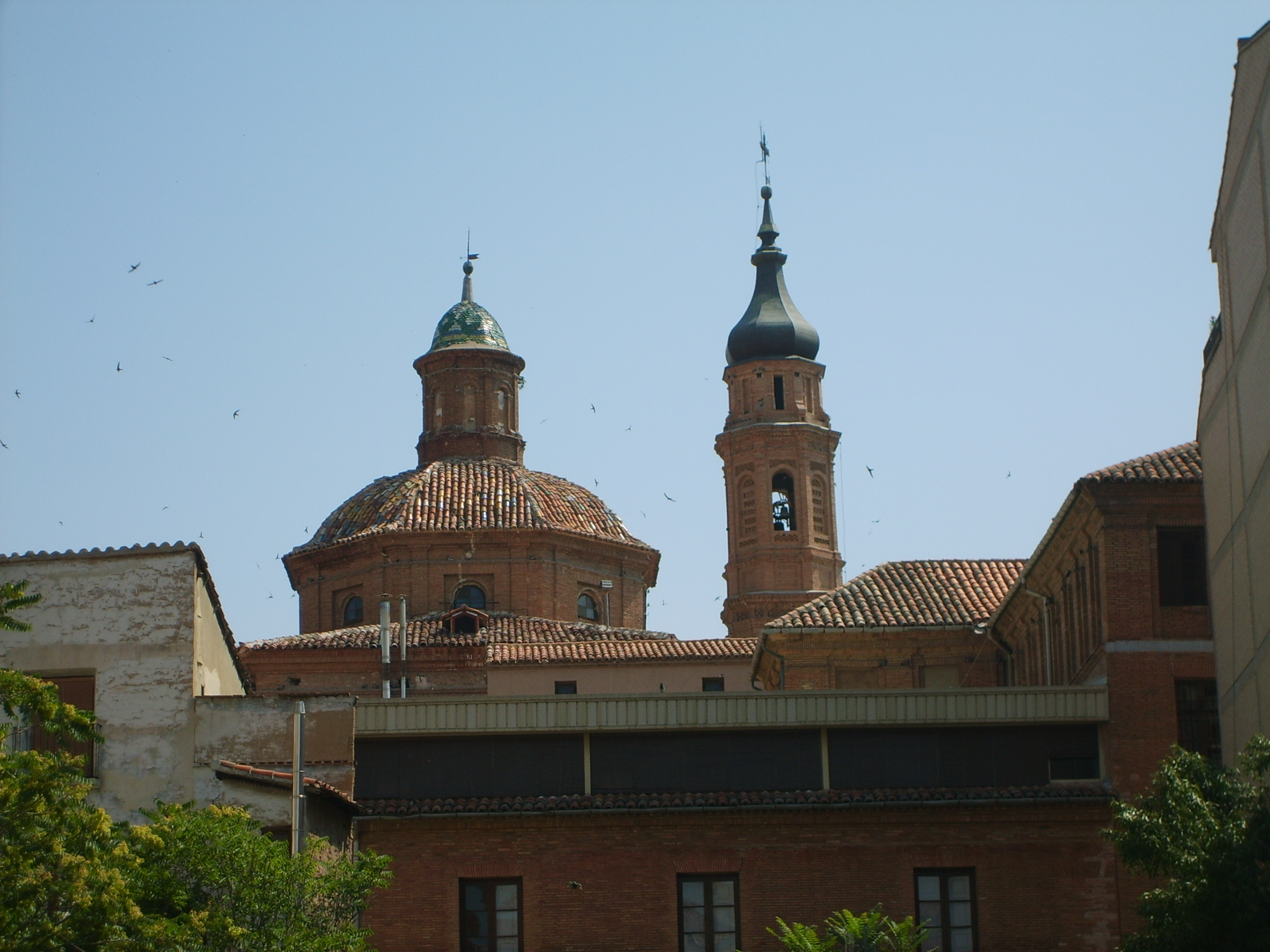
Dome of the San Juan church in Calatayud
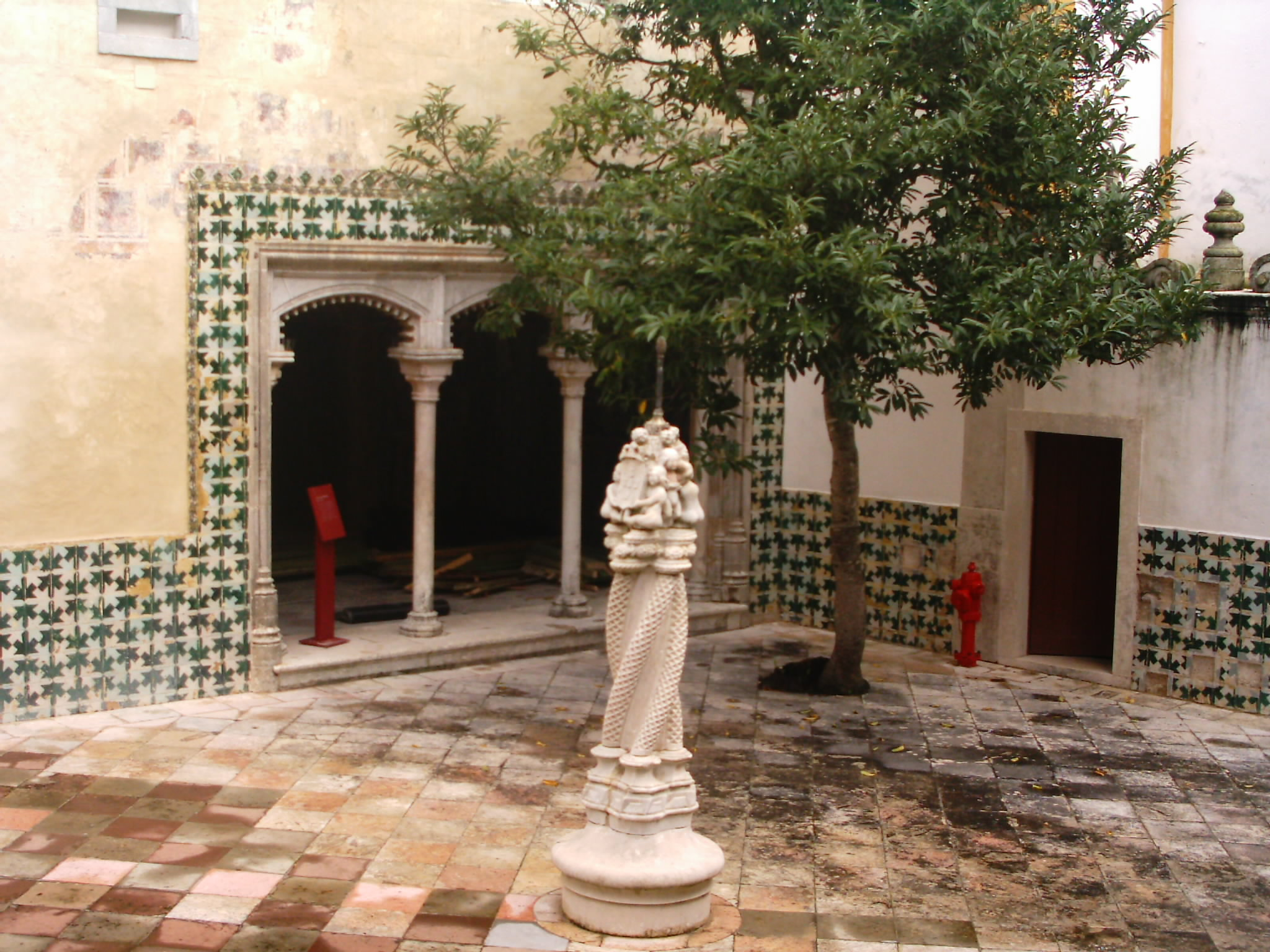
Central courtyard of the Royal Palace of Sintra (Portugal), with Mudéjar tiles and arches.
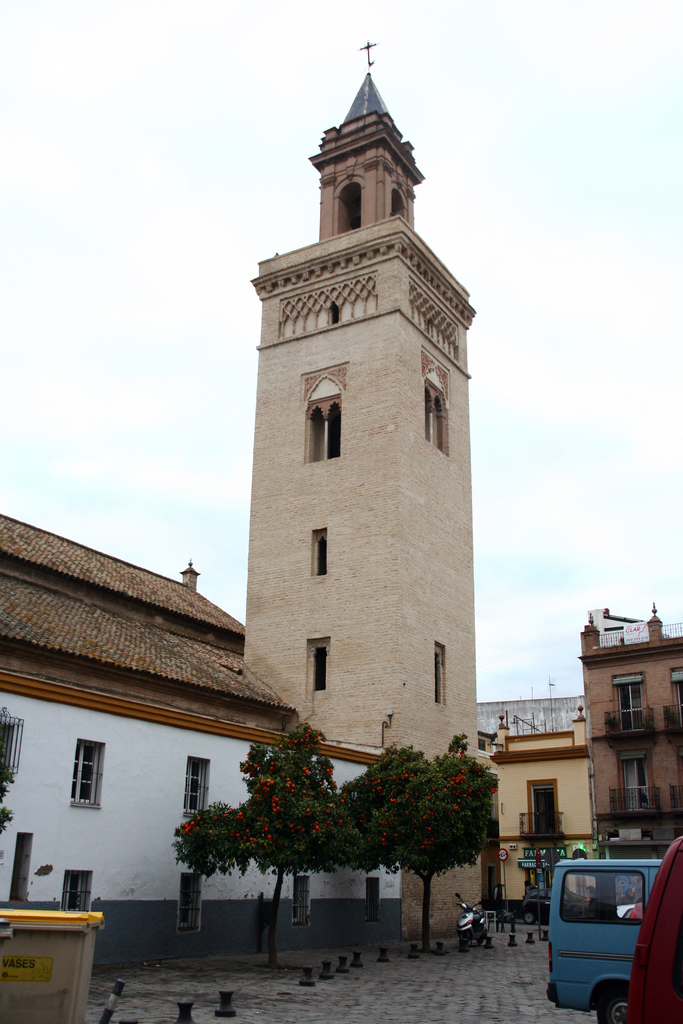
Церква Сан-Маркоса, Севілья